# Бука (крепост)
Бука (на гръцки: Κάστρο της Μπούκας) e османско военно укрепление от първостепенна важност на входа на Амбракийския залив, край Превеза. Съществувало в периода 1478 – 1701 години. Бука е първото голямо османско укрепление на Превеза, издигнато с цел контрол на трафика към и от Амбракийския залив.

## Етимология
Смята се, че името ѝ произлиза от италианската дума Bocca, т.е. уста, залив.

## История
Крепостта е издигната изключително бързо в периода 1 септември 1477 – 31 август 1478 г.  Според историческите сведения, крепостта е допълнително укрепявана от османците през 1486 – 87 г., както и през 1495 г., за да защитава османските балкански владения от плановете за завладяването им на френския крал Шарл VIII, които в крайна сметка са изоставени. По времето на Сюлейман Великолепни, в 1530 г. и 1553 г. крепостта е реконструирана и допълнително укрепяна.
Крепостната артилерия играе спомагателна роля в известната битка при Превеза на 28 септември 1538 г.
През 1684 г. крепостта е превзета от Венецианската република, а през 1701 г. венецианците я взривяват, понеже трябва да предадат по силата на карловицкия договор Превеза на османците.
Крепостта се е намирала на мястото което днес се нарича Палиосарага (Παλιοσάραγα, Стария дворец) в Превеза. След превземането на Превеза от гръцката армия през 1912 г., на мястото на крепостта е издигнат армейски гръцки снабдителен пункт. Днес на мястото на османската крепост има много малко останки от нея, независимо от факта, че друга постройка не е издигана постфактум на мястото ѝ.
Веднага след разрушаването на крепостта и предаването на Превеза, османците започват да строят нова крепост за защита на града и пролива на Амбракийския залив. Новата крепост е издигната на 1 km северно от разрушената крепост, и на разстояние един оръдеен изстрел. Новата крепост е известна като „Свети Андрей“.